# 大根峠
大根峠（おおねとうげ）は、徳島県阿南市阿瀬比町と新野町を結ぶ峠である。
四国八十八箇所巡礼道である遍路道、竹林とスダチ香るみち（四国のみち）、そして平等寺道が通っている。国史跡に指定されている。音坊山への分岐点にもなっている。